# Paula Fernandes
Paula Fernandes de Souza (Sete Lagoas, 28 agosto 1984) è una cantautrice brasiliana.

## Discografia

### Album
- 2007 - Canções do Vento Sul
- 2007 - Dust in the Wind
- 2009 - Pássaro de Fogo
- 2011 - Paula Fernandes: Ao Vivo
- 2012 - Meus encantos
- 2013 - Um Ser Amor
- 2013 - Multishow Ao Vivo: Paula Fernandes - Um Ser Amor
- 2013 - As 20 Melhores - Paula Fernandes
- 2014 - Encontros Pelo Caminho
- 2015 - A Arte de Paula Fernandes
- 2015 - Amanhecer
- 2016 - Amanhecer (Ao Vivo)
- 2019 - Hora Cera
- 2019 - Origens
- 2023 - 11:11

### Singoli
- 2005 - Meu Eu em Você
- 2009 - Pássaro de Fogo
- 2009 - Jeito de Mato
- 2010 - Quando a Chuva Passar
- 2010 - Long live (con Taylor Swift)
- 2011 - Pra Você
- 2011 - Não Precisa
- 2011 - Sensações
- 2013 - Se o Coração Viajar
- 2013 - Um Ser Amor
- 2013 - Não Fui Eu
- 2014 - Quem É
- 2014 - You're Still the One
- 2015 -  Pegando Lágrimas
- 2015 - Depois
- 2015 - A Paz Desse Amor
- 2016 - Piração
- 2019 - Juntos até o final (feat. Luan Santana)
- 2019 - Não Te Troquei Por Ela
- 2022 - Bloqueia Meu Zap
- 2023 - Ciúmes Demais

## Curiosità
Ha preso parte alla telenovela Deus Salve o Rei del 2018.